# Auzainvilliers
Auzainvilliers é uma comuna francesa na região administrativa de Grande Leste, no departamento de Vosges. Estende-se por uma área de 8,25 km². Em 2010 a comuna tinha 236 habitantes (densidade: 28,6 hab./km²).